# Monnaie forte et monnaie faible
Pour les articles homonymes, voir Monnaie (homonymie).
Une monnaie forte est une devise qui fait office de réserve de valeur sur un marché de change. Les facteurs qui contribuent à accorder à une monnaie le statut de monnaie forte sont la stabilité à long terme, les perspectives nationales politiques et budgétaires et la politique de la banque centrale émettrice.
À l'inverse, une monnaie faible est une devise qui va fluctuer de manière erratique ou se déprécier face à des devises étrangères. Cette faiblesse est généralement le résultat d'une politique ou d'une fiscalité instable par le pays émetteur.

## Histoire
Les devises en monnaie fiduciaire de plusieurs pays développés ont été qualifiées de monnaie forte à différentes périodes, telles que le dollar américain, l'euro, le franc suisse, la livre sterling, le yen, ou dans une moindre mesure, les dollars canadien et australien.